# Moskee van de Godheid
De moskee van de Godheid (Frans: Mosquée de la Divinité) is een moskee in Dakar, de hoofdstad van Senegal. De moskee biedt uitzicht op de Atlantische Oceaan, aangezien het vlak bij de kust ligt, aan de Corniche-Ouest.

## Geschiedenis
Het oorspronkelijke idee om de moskee te bouwen kwam in 1973 van Mohamed Gorgui Seyni Guèye. De bouw werd echter gerealiseerd door Cheikh Ngom en werd pas in 1997 voltooid. Tijdens de bouw werd aan niemand geld betaald.

## Architectuur
De moskee bevat twee minaretten en staat op een hoogte van 45 meter.